# Yasuhiro Yamada
Yasuhiro Yamada (jap. 山田 泰寛, Yamada Yasuhiro; * 13. Februar 1968 in der Präfektur Hiroshima; † 8. April 2013 in der Präfektur Shizuoka) war ein japanischer Fußballspieler.

## Karriere
Yamada erlernte das Fußballspielen in der Schulmannschaft der Tokai University Daiichi High School und der Universitätsmannschaft der Waseda-Universität. Seinen ersten Vertrag unterschrieb er 1990 bei Yanmar Diesel. Der Verein spielte in der zweithöchsten Liga des Landes, der Japan Soccer League Division 2. Für den Verein absolvierte er 14 Spiele. 1992 wechselte er zu Shimizu S-Pulse. Der Verein spielte in der höchsten Liga des Landes, der J1 League. 1992 und 1993 erreichte er das Finale des J.League Cup. Für den Verein absolvierte er 31 Erstligaspiele. Ende 1995 beendete er seine Karriere als Fußballspieler.

## Erfolge
Shimizu S-Pulse
- J.League Cup

Finalist: 1992, 1993